# Klosters
Klosters (até 2020: Klosters-Serneus) é uma comuna da Suíça, no Cantão Grisões, com cerca de 3.901 habitantes. Estende-se por uma área de 193,16 km², de densidade populacional de 20 hab/km². Confina com as seguintes comunas: Conters im Prättigau, Davos, Gaschurn (AT - 8), Langwies, Lavin, Saas im Prättigau, Sankt Gallenkirch (AT-8), Susch.
A língua oficial nesta comuna é o Alemão.